# Hunterston kärnkraftverk
Hunterston kärnkraftverk består av fyra reaktorer. Samtliga reaktorer är gaskylda (koldioxid) och grafitmodererade, där de två äldre blocken A1/A2 är av typen Magnox medan de två nyare B1/B2 är av typen AGR.
Sedan den 7 januari 2022 är verkets fyra reaktorer stängda.

## Hunterston A
Hunterston A1 och A2 byggstartade 1 oktober 1957 och togs i drift 5 februari 1964 respektive 1 juli 1964. Reaktorerna var på 150+150 MWe. Reaktorerna stängdes 30 mars 1990 och 31 december 1989.

## Hunterston B
Hunterston B1 och B2 byggstartade 1 november 1967 och togs i drift 6 februari 1976 respektive 31 mars 1977. Reaktorerna är på 490+495 MWe. Hunterston B1 stängdes den 26 november 2021, och stängningen av B2 gjordes den 7 januari 2022.